# Bandits-Mages
Bandits-Mages était une association française vouée à la création vidéo, cinématographique et multimédias. En 2019 elle fusionne avec l'association Emmetrop. Les associations fusionnent pour devenir Antre Peaux.

## Sources
- « Bandits-Mages reboote la machine », Libération,‎ 11 mai 2009 (lire en ligne)
- « A Bourges, images en fusion », Libération,‎ 4 février 2006 (lire en ligne)
- « Rencontres Bandits-Mages 2016 », digitalmcd.com,‎ 23 novembre 2016 (lire en ligne)